# Marko Biskupović
Marko Andrés Biskupović Venturino (Santiago del Cile, 30 giugno 1989) è un ex calciatore cileno di origine croata, di ruolo difensore.

## Palmarès

### Club

#### Competizioni nazionali
- Campionato cileno: 1

Univ. Católica: 2010
- Copa Chile: 1

Univ. Católica: 2011